# Leeuwarderadeel
Leeuwarderadeel  è un'ex-municipalità dei Paesi Bassi di 10 431 abitanti situata nella provincia della Frisia. Soppressa il 1º gennaio 2018, il suo territorio è stato integrato in quello della municipalità di Leeuwarden.